# Odontoceridae
Odontoceridae (лат.) — семейство ручейников подотряда Integripalpia.

## Распространение
Всесветно, кроме Африки. В России 2 рода и 2 вида. Древнейшая находка семейства происходит из бирманского мелового янтаря.

## Описание
Среднего размера ручейники, крылья имеют размах до 25 мм. Нижнечелюстные щупики самок и самцов состоят из 5 члеников. Число шпор на передних, средних и задних ногах чаще равно 0(2), 0(4) и 2(4) соответственно. Оцеллии отсутствуют, глаза самцов иногда могут быть крупнее, чем у самок. Личинки живут на дне водоёмом с прохладной водой и быстрым течением (ручьи и реки); полифаги. Домики строят из песчинок; могут закапываться в грунт.

## Систематика
Около 70 видов, 2 подсемейства и около 15 родов, включая ископаемые
- Подсемейство Odontocerinae Wallengren 1891
  - Anastomoneura
  - Barynema
  - Barypenthus
  - Cephalopsyche
  - †Electrocerum
  - †Electropsilotes
  - Inthanopsyche
  - Lannapsyche
  - Marilia
  - Namamyia
  - Nerophilus
  - Odontocerum
  - Parthina
  - Perissoneura
  - †Phenacopsyche
  - Psilotreta
- Подсемейство Pseudogoerinae Wallace & Ross 1971
  - Pseudogoera Carpenter, 1933